# En fantastisk kvinde
En fantastisk kvinde (spansk: Una mujer fantástica) er en chilensk dramafilm fra 2017, instrueret af Sebastián Lelio.

## Medvirkende
- Daniela Vega som Marina Vidal
- Francisco Reyes som Orlando
- Luis Gnecco som Gabo
- Aline Küppenheim som Sonia
- Nicolás Saavedra som Bruno
- Amparo Noguera som Adriana
- Trinidad González som Wanda
- Néstor Cantillana som Gaston
- Alejandro Goic som Doktor
- Antonia Zegers som Alessandra